# Дајмонд Бар (Калифорнија)
Дајмонд Бар (енгл. Diamond Bar) град је у америчкој савезној држави Калифорнија. По попису становништва из 2010. у њему је живело 55.544 становника.

## Демографија
Према попису становништва из 2010. у граду је живело 55.544 становника, што је 743 (1,3%) становника мање него 2000. године.
| Група             | 2000.          | 2010.          |
| Белци             | 17.471 (31,0%) | 11.812 (21,3%) |
| Афроамериканци    | 2.680 (4,8%)   | 2.288 (4,1%)   |
| Азијати           | 24.066 (42,8%) | 29.144 (52,5%) |
| Хиспаноамериканци | 10.393 (18,5%) | 11.138 (20,1%) |
| Укупно            | 56.287         | 55.544         |